# Irina Leónova
Irina Yúrievna Leónova (ruso: Ири́на Ю́рьевна Лео́нова) es una actriz rusa.

## Filmografía

### Películas
| Año  | Título            | Personaje | Notas |
| ---- | ----------------- | --------- | --- |
| 2005 | Mechtat ne vredno | Alisa     | junto a Artyom Tkachenko, Konstantin Strelnikov, Dmitriy Dyuzhev, Vadim Kolganov, Sergey Mamaev y Anna Churina |

### Series de televisión
| Año  | Serie                                                 | Personaje        | Notas                   |
| ---- | ----------------------------------------------------- | ---------------- | ----------------------- |
| 2014 | Kuprin. Vpotmakh                                      | Vera Nikolayevna | 5 episodios - miniserie |
| 2004 | Deti Arbata                                           | Lena Budyagina   | -                       |
| 2004 | Zvezdochyot                                           | Lena             | miniserie               |
| 2002 | Troe protiv vsekh                                     | -                | -                       |
| 2001 | Lyudi i teni. Film pervyy: 'Sekrety kukolnogo teatra' | Karla            | miniserie               |
| 2000 | Chyornaya komnata                                     | -                | episodio "Kleopatra"    |

### Teatro
| Año  | Obra                                           | Personaje | Teatro | Notas |
| ---- | ---------------------------------------------- | --------- | ------ | ----- |
| -    | The Truth is Good, But the Happiness is Better | Polixena  | -      | -     |
| 2002 | Woe from Wit                                   | Sofia     | -      | -     |

## Premios y nominaciones
| Año | Categoría    | Premio                                        | Obra                                           | Resultado |
| --- | ------------ | --------------------------------------------- | ---------------------------------------------- | --------- |
| -   | -            | State Prize of the Russian Federation Award   | The Truth is Good, But the Happiness is Better | Ganó      |
| -   | Best Actress | Festival of Young Talents Moscow Debuts Award | Woe from Wit                                   | Ganó      |